# 泰奧尼克 (阿拉斯加州)
泰奧尼克（英語：Tyonek）是位於美國阿拉斯加州基奈半島自治市鎮的一個非建制地區和人口普查指定地區。根據2010年美國人口普查，該地人口為171人，而該地的面積約為178.20平方千米。

## 地理
泰奧尼克的座標為61°04′01″N 151°08′54″W / 61.06694°N 151.14833°W，而該地的平均海拔高度為21米（即69英尺）。